# مارتن غروس
مارتن غروس (بالألمانية: Martin Groß)‏ هو عسكري ألماني، ولد في 15 أبريل 1911 في فرانكفورت في ألمانيا، وتوفي في 1 مارس 1984 في ألمانيا.